# Michał Kondracki

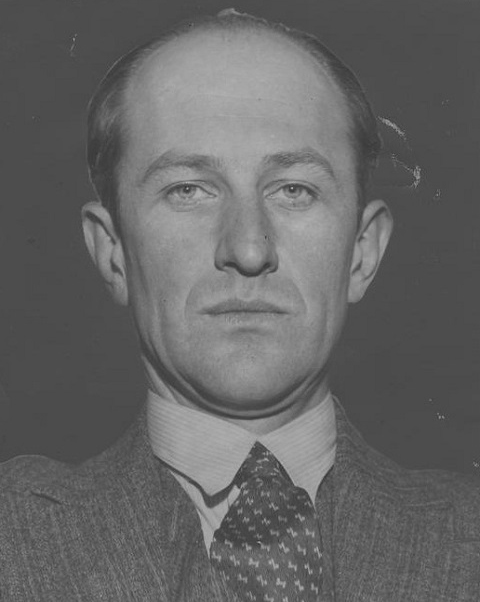
Michał Kondracki (1928)

Michał Kondracki (* 5. Oktober 1902 in Poltawa; † 27. Februar 1984 in Glen Cove) war ein polnischer Komponist und Musikkritiker.
Kondracki studierte von 1923 bis 1927 am Warschauer Konservatorium Komposition bei Roman Statkowski und Karol Szymanowski und Klavier bei Henryk Melcer-Szczawiński. Er setzte seine Ausbildung bis 1930 an der École normale de musique de Paris bei Paul Dukas, Paul Vidal, Arthur Honegger und Nadia Boulanger fort.
Nach der Rückkehr nach Polen lebte er als Komponist, Musikkritiker und -journalist in Warschau. Er war Vizepräsident der Polnischen Gesellschaft für zeitgenössische Musik und der Gesellschaft der Autoren und Musikkritiker, künstlerischer Berater der Warschauer Oper und Mitglied der Karol-Szymanowski-Gesellschaft. Bei Ausbruch des Zweiten Weltkrieges hielt er sich im Ausland auf. Ab 1940 lebte er in Rio de Janeiro, wo er für den Rundfunk arbeitete.
1943 ging er nach New York und übersiedelte später nach Sea Cliff, wo er privaten Klavierunterricht gab. Ab 1960 lebte er in Glen Clove. Von 1948 bis 1949 und von 1957 bis 1969 war er Korrespondent der Zeitschrift Ruch Muzyczny.

## Werke
- Trzy utwory für Klavier, 1923
- A jeżeli nic na głos für Klavier, 1924
- Dwie pieśni für Stimme und Klavier, 1924
- Kołysanka Don Juana für Klavier, 1924–26
- Scherzo für Klavier, 1924–26
- Preludium i fuga für Klavier, 1924–26
- Kwartet smyczkowy (Streichquartett), 1925
- Koncert fortepianowy nr 1, 1926
- Partita na małą orkiestrę, 1926
- Marchołt, komische Oper, 1927
- Metropolis, sinfonische NBallettaktion für Orchester, 1929
- Mała symfonia góralska „Obrazy na szkle“ für Kammerensemble, 1930
- Krasula, humoristische Kantate für Chor und Orchester, 1931
- Żołnierze (Parade), sinfonisches Bild für Orchester, 1932
- Popieliny, Mysterienspiel, 1933
- Suita kurpiowska für Orchester, 1933
- Nokturn für Orchester, 1934
- Mecz für Orchester, 1935
- Koncert fortepianowy nr 2, 1935
- Koncert na orkiestrę, 1935
- Trio für Flöte, Klarinette und Fagott, 1935
- Legenda czyli baśń krakowska, Ballett, 1937
- Cantata ecclesiastica für Chor und Orchester, 1937
- Ptaszki św. Franciszka für Chor a cappella, 1938
- Toccata für Orchester, 1939
- Epitafia für Orchester, 1939
- Canção marcial da mocidade für Chor a cappella, 1941
- Taniec brazylijski für Klavier, 1942
- Symfonia zwycięstwa für Orchester, 1942–44
- Psalm für Orchester, 1944
- Groteska für Orchester, 1944
- Concertino in C für Klavier und kleines Orchester, 1944
- Taniec brazylijski für Orchester, 1944
- Taniec uliczników für Orchester, 1945
- Nokturn für Streichorchester und Harfe, 1951
- Pastorale für Orchester, 1954
- Hymn olimpijski „Happy the Man“ für Chor und Orchester, 1954
- Kolęda für Flöte und Streichorchester, 1955
- Moods für Klavier, 1956
- Hymn do Afrodyty für Streichorchester, 1958
- Noites cariocas, Rio de Janeiro für Klavier, um 1942
- Jaś i Kasia für Stimme und Klavier, vor 1926
- Dziewczyna i pajacyk für Stimme und Klavier, vor 1926
- Dziesięć piosenek ludowych für Stimme und Klavier, vor 1939